# Museo Grassi
El Museo Grassi es un complejo de edificios en Leipzig, Alemania, que alberga tres museos: el Museo de Etnografía, el Museo de Instrumentos Musicales y el Museo de Artes Aplicadas.
Conocido también con los nombres Museos en los Grassi, o como el «Nuevo» Museo Grassi (para distinguirlo del edificio más antiguo con este nombre, que ahora alberga la biblioteca municipal).

## Orígenes
El museo lleva el nombre de Franz Dominic Grassi, un empresario de Leipzig de ascendencia italiana, que legó a la ciudad  más de dos millones de marcos a su muerte en 1880, lo que contribuyó a pagar varias construcciones nuevas, entre ellas la Gewandhaus y la Fuente de Mende, así como el Antiguo Museo Grassi. Construido en 1892-1895 en la Königsplatz (actual Wilhelm-Leuschner-Platz), que fue originalmente la sede del Museo de Etnografía y del Museo de artes aplicadas, y es la biblioteca municipal.

## Nuevo edificio
El antiguo museo se quedó pequeño para las colecciones, lo que llevó a su director a convocar un concurso de arquitectura para diseñar un nuevo edificio, que se pagaría con el legado de Grassi. La empresa ganadora diseñó un edificio con elementos de nueva objetividad y Art déco, basado en varios patios. Fue construido entre 1925-29 (uno de los pocos museos nuevos de la Era de Weimar), en el sitio del antiguo Hospital Johannis. El urbanista Hubert Ritter había previsto que fuera el punto de partida de una expansión hacia el este de la ciudad. Originalmente contenía la Iglesia Johannis, demolida en 1963.
El Nuevo Museo Grassi fue severamente castigado durante el bombardeo de Leipzig en la Segunda Guerra Mundial en 1943, con la pérdida de decenas de miles de objetos. La reconstrucción comenzó en 1947, con las primeras exposiciones en 1954. Estuvo cerrado de 1981 a 1985 debido a un problema con el sistema de calefacción. Fue completamente renovado de 2001 a 2005, incluyendo la eliminación de algunas de las ventanas delanteras. Se reabrió parcialmente en 2005, aunque el Museo de Artes Aplicadas no reabrió hasta 2007.
Es un edificio preservado históricamente, y es uno de los 20 denominados «Faro Cultural» en el Libro Azul del gobierno alemán de sitios culturalmente significativos en la antigua Alemania del Este. Como tal, es miembro de la Konferenz Nationaler Kultureinrichtungen.